# Axiopsis bythos
Axiopsis bythos is een tienpotigensoort uit de familie van de Axiidae. De wetenschappelijke naam van de soort is voor het eerst geldig gepubliceerd in 1996 door Kensley.